# Estados Unidos en los Juegos Paralímpicos de Turín 2006
Estados Unidos estuvo representado en los Juegos Paralímpicos de Turín 2006 por un total de 55 deportistas, 44 hombres y 11 mujeres.

## Medallistas
El equipo paralímpico estadounidense obtuvo las siguientes medallas:
| Nombre | Deporte            | Evento                           |
| --- | ------------------ | -------------------------------- |
| Oro |                    |                                  |
| Laurie Stephens | Esquí alpino       | Descenso sentado femenino        |
| Laurie Stephens | Esquí alpino       | Supergigante sentado femenino    |
| Allison Jones | Esquí alpino       | Eslalon de pie femenino          |
| Stephani Victor | Esquí alpino       | Eslalon sentado femenino         |
| Kevin Bramble | Esquí alpino       | Descenso sentado masculino       |
| Steve Cook | Esquí de fondo     | 5 km de pie masculino            |
| Steve Cook | Esquí de fondo     | 10 km de pie masculino           |
| Plata |                    |                                  |
| Laurie Stephens | Esquí alpino       | Eslalon gigante sentado femenino |
| Chris Young | Esquí alpino       | Descenso sentado masculino       |
| Bronce |                    |                                  |
| Sandy Dukat | Esquí alpino       | Eslalon de pie femenino          |
| Steve Cook | Esquí de fondo     | 20 km de pie masculino           |
| Steven Cash Taylor Chace David Conklin James Connelly Bradley Emmerson Manuel Guerra Michael Hallman Lonnie Hannah Joe Howard Tim Jones Taylor Lipsett Christopher Manns Alexi Salamone Kip St. Germaine Andrew Yohe | Hockey sobre hielo | Torneo masculino                 |